# 马准
马准（1887年—1943年），字太玄，号本立、绳甫，浙江鄞县（今宁波市鄞州区）人，中国文学家、风俗学家。“鄞县五马”之一。

## 生平简介
浙江省宁波鄞县（今鄞州区）邱隘盛垫村人。父亲马海曙。有兄马裕藻、马衡、马鉴，弟马廉，合称“鄞县五马”。
早年曾在京师图书馆（今中国国家图书馆）工作６年。曾任北京大学中文系教授，讲授文字学和目录学。
1927年，顾颉刚邀请马准加盟中山大学，遂南下广州。曾在中山大学掌管图书馆，为中山大学图书馆的发展作出了很大贡献。

## 代表著作
- 《中印民间故事的比较》
- 《关于中国风俗材料书籍的介绍》